# Cuthbert Hurd
Cuthbert Corwin Hurd (* 5. April 1911 in Estherville, Iowa; † 22. Mai 1996 in San Mateo, Kalifornien) war ein US-amerikanischer Computerunternehmer, Manager und Angewandter Mathematiker.

## Leben
Hurd studierte Mathematik an der Drake University (deren Ehrendoktor er 1967 erhielt) mit dem Bachelorabschluss 1932, am Iowa State College mit dem Masterabschluss 1934 und wurde 1936 an der University of Illinois in Mathematik bei Waldemar Trjitzinsky promoviert ("Asymptotic theory of linear differential equations singular in the variable of differentiation and in a parameter). Als Post-Doktorand war er an der Columbia University und am Massachusetts Institute of Technology. 1936 bis 1942 war er Assistant Professor an der Michigan State University. Im Zweiten Weltkrieg unterrichtete er Mathematik an der Coast Guard Academy. 1945 bis 1947 war er Dekan des Allegheny College und danach als Mathematiker für Union Carbide am Oak Ridge National Laboratory. Er war Assistent von Alston Scott Householder und beaufsichtigte den Einsatz früher Computer wie der IBM 602 und später IBM 604 in den in der Kerntechnik anfallenden numerischen Rechnungen.
Unzufrieden mit den Leistungen dieser Rechner machte er bei seinem Wechsel zu IBM 1949, wo er die Applied Science Abteilung aufbaute (die IBM Kunden im technisch-naturwissenschaftlichen Bereich suchte und deren Bedürfnisse erkundete), Druck auf das zögernde Management, die Entwicklung ihrer elektronischen Computer voranzutreiben. Unterstützung holte er sich dabei von John von Neumann selbst, mit dem er sich befreundete. Ergebnis war zunächst 1949 der Card Program Calculator (CPC), der es ermöglichte zum Beispiel eine 604 mit Lochkarten zu programmieren statt durch Steckkästen. Außerdem drängte er Thomas J. Watson, den ersten elektronischen Allzweckrechner von IBM, den IBM 701 zu entwickeln. Außerdem stieß er die Entwicklung der Großrechner-Serie IBM 650 an, die ab 1953 ausgeliefert wurde. 1955 wurde er der Leiter der Abteilung Elektronische Rechenmaschinen bei IBM. In dieser Eigenschaft stieß er auch das Projekt Stretch an, nachdem er im Gespräch mit Edward Teller am Lawrence Livermore National Laboratory auf den Bedarf an einem Supercomputer aufmerksam wurde.
1962 verließ er IBM und wurde Vorstand der ersten unabhängigen Softwarefirma Computer Usage Company und war 1970 bis 1974 deren Präsident. Er beriet verschiedene Silicon Valley Firmen. 1978 bis 1986 war er Vorstand der von ihm mit gegründeten Picodyne Corporation und 1983 war er Mitgründer der Quintus Computer Systems, die einen Prolog-Compiler vermarktete (sie wurde 1989 an die Intergraph Corporation verkauft).
Im Ruhestand befasste er sich mit Gärtnerei und Botanik.
1986 erhielt er den Computer Pioneer Award.